# José Hernández García
José Hernández García (Barcelona, 12 de julio de 1944) fue un boxeador de peso superwélter español que nació sordo, una discapacidad que no le impidió llegar a ser campeón de España en numerosas ocasiones, tanto en peso SuperWelter (11) como en peso mediano (1), y también campeón de Europa de peso superwelter -versión EBU-, en 4 ocasiones, y disputó el título mundial de SuperWelter contra Carmelo Boss que acabó en empate técnico.

## Biografía
Nació en Barcelona el 12 de julio de 1944, pero tuvo que madurar prematuramente  en un hogar humilde junto a sus hermanos y su madre ya que no pudo recibir apoyo paterno puesto que este estaba en el extranjero y estaba separado de su madre, aprendió a "hablar" en un colegio de monjas en Barcelona.
Su primer anhelo fue convertirse en jugador azulgrana, jugaba de portero en el equipo de su barrio, pero Ladislao Kubala le aconsejó que no lo hiciera. Había nacido sordo y la Federación no le permitió tener ficha de jugador.

## Carrera de aficionado
Empezó a entrenar en un gimnasio que estaba enclavado en pleno barrio marinero de Barcelona, no existían aparatos, ni comodidad, ni nada parecido, pero consiguió debutar con 17 años en el boxeo aficionado de la mano de Antonio Blanch, alternaba los entrenamientos y combates con su trabajo de pulidor metalúrgico en un taller de Poble Nou, Barcelona.

## Carrera profesional

### Nacional

#### SuperWelter
En 1.966 debuta en el campo profesional con una serie encadenada de victorias ,11 victorias seguidas, que le lleva a disputar el título nacional del peso superwelter el  22 de septiembre de 1966 contra Andrés Navarro Moreno, el cual perdió.
Con 23 años y tras hacer 18 combates, volvió a enfrentarse al campeón nacional Fred Emi por el título,y venció por KOT el 12 de agosto de 1967. Mantuvo el título nacional contra Sergio Santana el 16 de diciembre de 1967, lo perdió el 19 de marzo de 1968 contra Francisco Ferri, el 3 de abril de 1970 lo reconquistó por KOT.
Mantuvo el título contra Andoni Amana el 10 de noviembre de 1979, lo revalidó nuevamente contra Salvador Perez Ramos el 18 de marzo de 1981 por KOT, Andoni Amana lo intentó de nuevo el 31 de octubre de 1981, volvió a caer intentando conseguir el título el 18 de marzo de 1982.
Defendió el título contra Jose Luis Pacheco el 2 de octubre de 1982, lo revalidó de nuevo contra Antonio Casado el 20 de agosto de 1983, esta vez por empate técnico.
Andoni Amada lo volvió a intentar el 6 de enero de 1984, esta vez derrotó al campeón, intentó recuperar el título el 12 de mayo de 1984, pero Emilio Sole lo derribó por KO.

#### Peso mediano
Ganó el título de peso mediano  el 19 de abril de 1975 contra José María madrazo, nunca le quitaron el cinturón en combate, quedó vacante cuando bajó de peso y reingreso en la categoría de SuperWelter.

### Europeo
Triunfó en Europa el 11 de septiembre de 1970, en Barcelona, donde consigue el título continental de peso SuperWelter al vencer por KOT, al alemán Gerhard Piaskowy.
Retuvo su corona en tres ocasiones, venciendo por puntos, el 27 de noviembre de 1970, al austriaco Peter Marklewitz. El 18 de junio de 1971, venció con idéntico resultado al italiano Domenico Tiberia,  y haciendo combate nulo también en Barcelona ante el francés Jacques Kechichian.
Perdió el cinturón europeo en su siguiente combate en San Remo (Italia), ante el italiano Juan Carlos Duran, cayendo por puntos el 5 de julio de 1972.

### Mundial
Llegó a disputar el título mundial de la categoría del peso superwelter el 29 de abril de 1971 ante el medalla de plata en los Juegos Olímpicos de Roma, el italiano campeón del mundo Carmelo Bossi. El combate se celebró en el Palacio de los Deportes de Madrid, y el catalán solo pudo hacer combate nulo en quince asaltos, reteniendo la corona el transalpino.

## Retiro
Tras retirarse a los 39 años, siguió con su trabajo de pulidor de metales, y también colaboró en algún gimnasio impartiendo clases de boxeo.
Actualmente vive en Murcia, es testigo de Jehová y da clases de la biblia a personas sordas.